# عائلة عمران خان
عائلة عمران خان ، رئيس وزراء باكستان الثاني والعشرين، وكابتن منتخب باكستان للكريكت السابق، هي الحالية العائلة الأولى في باكستان. ويشمل أفراد الأسرة المباشرين والأقارب البعيدين من كلا الجانبين الأب والأم. ولد خان في 5 أكتوبر 1952 في لاهور للأب إكرام الله خان نيازي، مهندس مدني، والأم شوكت خانوم. نشأ الابن الوحيد في العائلة مع أربع أخوات للأسرة من أصل البشتون. من الناحية الأبوية، ينتمي خان إلى قبيلة نيازي البشتونية التي استقرت لفترة طويلة في ميانوالي في شمال غرب البنجاب. فيما استقرت والدة خان من قبيلة بورکي البشتونية في مالكيركلا (البنجاب)، التي هاجرت منذ بضعة قرون من وزيرستان الجنوبية في المناطق القبلية في شمال غرب باكستان. أنتجت عائلة خان العديد من لاعبي الكريكيت، وأبرزهم جافيد بوركي وماجد خان.
ارتبط عمران خان من عام 1995 إلى عام 2004 من جمايما غولدسميث، وهي سيدة اجتماعية كاتبة وناشطة بريطانية وعضو في عائلة غولدشميدت المؤثرة في إنجلترا، رزق الزوجين بإبنين من الزواج، هم سليمان عيسى خان (مواليد 1996) وقاسم خان (مواليد 1999). انتهى الزواج بالطلاق في عام 2004. وفي أوائل عام 2015، أعلن خان زواجه من الصحفية البريطانية الباكستانية ريهام خان. استمر الزواج تسعة أشهر وانتهى بالطلاق في 30 أكتوبر 2015. في عام 2018، تزوج من بشرى بيبي، وهذه الأخيرة كانت سابقًا معلمته الروحية.